# Serie B 1956/1957
Soutěžní ročník Serie B 1956/1957 byl 25. ročník druhé nejvyšší italské fotbalové ligy. Konal se od 16. září 1956 do 23. června 1957. 
Nejlepší střelec se stal italský hráč Paolo Erba (Parma), který vstřelil 16 branek.

## Události
Od 6. kola se do vedení soutěže dostala Verona, která ztratila vedení až po 21. kole když je předběhla Alessandria. Jenže hráči z Alessandrie nakonec nezvládli závěr a soutěž vyhrála Verona o jeden bod právě před Alessandrií a Brescií. I když poslední kolo bylo velmi dramatické. Čtyři týmy postoupily do posledního kole tak, že po skončení prvního poločasu se všechny dělily o první místo. Remíza pak Veroně stačilo k postupu do nejvyšší ligy po 28 letech, první od založení Serie A. Alessandria a Brescia využily nečekaného pádu Catanie v posledních minutách zápasu proti početně horší Modeně. Play-off mezi druhými týmy se hrálo na stadionu San Siro a Alessandria do ní šla jako zkušenější tým a nakonec vyhrálo v prodloužení a slavila postup po 9 letech.
V sestupové zóně se zachránil nováček Sambenedettese. Sestupu se nakonec dočkalo v Legnanu a také Pro Patrii, která v minulé sezoně hrála v Serii A.

## Účastníci
| Klub              | Město                    | Stadion                      | Trenér                                                                               | Minulá sezona                |
| ----------------- | ------------------------ | ---------------------------- | ------------------------------------------------------------------------------------ | ---------------------------- |
| Alessandria       | Alessandria              | Stadio Giuseppe Moccagatta   | Mario Sperone (1.–27. kolo) Luciano Robotti                                          | 9. místo v Serii B           |
| Bari              | Bari                     | Stadio della Vittoria        | Federico Allasio                                                                     | 11. místo v Serii B          |
| Benátky           | Benátky                  | Stadio Pierluigi Penzo       | Carlo Alberto Quario                                                                 | 1. místo v Serii C (postup)  |
| Brescia           | Brescia                  | Stadium di viale Piave       | Osvaldo Fattori                                                                      | 7. místo v Serii B           |
| Cagliari          | Cagliari                 | Stadio Amsicora              | Carlo Rigotti (1.–14. kolo) Raoul Bortoletto (15. kolo) Silvio Piola                 | 5. místo v Serii B           |
| Catania           | Catania                  | Stadio Cibali                | Gipo Poggi                                                                           | 5. místo v Serii B           |
| Como              | Como                     | Stadio Giuseppe Sinigaglia   | Hugo Lamanna                                                                         | 3. místo v Serii B           |
| Legnano           | Legnano                  | Stadio di via Carlo Pisacane | Ugo Innocenti                                                                        | 14. místo v Serii B          |
| Marzotto Valdagno | Valdagno                 | Stadio dei Fiori             | Imre Senkey                                                                          | 16. místo v Serii B          |
| Messina           | Messina                  | Stadio Giovanni Celeste      | Rudolf Hiden (1.–26. kolo) Antonio Colomban (27.–30 kolo) Ivo Fiorentini             | 11. místo v Serii B          |
| Modena            | Modena                   | Stadio Comunale              | Giuliano Grandi (1.–11. kolo) Manlio Bacigalupo                                      | 8. místo v Serii B           |
| Novara            | Novara                   | Stadio Comunale              | Luigi Rossetto (1.–9. kolo) Evaristo Barrera                                         | 17. místo v Serii A (sestup) |
| Parma             | Parma                    | Stadio Ennio Tardini         | Gino Giuberti (1.–7. kolo) Čestmír Vycpálek                                          | 15. místo v Serii B          |
| Pro Patria        | Busto Arsizio            | Stadio Comunale              | Carlo Reguzzoni                                                                      | 18. místo v Serii A (sestup) |
| Sambenedettese    | San Benedetto del Tronto | Stadio Comunale              | Bruno Biagini (1. –18. kolo) Francesco Capocasale                                    | 1. místo v Serii C (postup)  |
| Simmenthal-Monza  | Monza                    | Stadio San Gregorio          | Eraldo Monzeglio (1. –10. kolo) Bruno Arcari                                         | 3. místo v Serii B           |
| Taranto           | Taranto                  | Stadio Valentino Mazzola     | Mario Perazzolo (1. –14. kolo) Piero Bortoletto (18. –34. kolo) Leonardo Costagliola | 11. místo v Serii B          |
| Verona            | Verona                   | Stadio Marcantonio Bentegodi | Angelo Piccioli                                                                      | 9. místo v Serii B           |

## Tabulka
| Poř. | Tým               | Z  | V  | R  | P  | VG | OG | B  |
| ---- | ----------------- | -- | -- | -- | -- | -- | -- | -- |
| 1.   | Verona            | 34 | 21 | 7  | 6  | 66 | 31 | 49 |
| 2.   | Alessandria       | 34 | 17 | 13 | 4  | 41 | 34 | 47 |
| 3.   | Brescia           | 34 | 17 | 9  | 8  | 54 | 33 | 43 |
| 4.   | Catania           | 34 | 17 | 9  | 8  | 44 | 29 | 43 |
| 5.   | Benátky           | 34 | 14 | 12 | 8  | 42 | 28 | 40 |
| 6.   | Novara            | 34 | 15 | 10 | 9  | 51 | 45 | 40 |
| 7.   | Como              | 34 | 11 | 12 | 11 | 34 | 43 | 34 |
| 8.   | Simmenthal-Monza  | 34 | 10 | 13 | 11 | 46 | 38 | 33 |
| 9.   | Marzotto Valdagno | 34 | 11 | 10 | 13 | 40 | 36 | 32 |
| 10.  | Cagliari          | 34 | 12 | 8  | 14 | 45 | 49 | 32 |
| 11.  | Bari              | 34 | 13 | 5  | 16 | 45 | 44 | 31 |
| 12.  | Parma             | 34 | 11 | 9  | 14 | 41 | 45 | 31 |
| 13.  | Modena            | 34 | 10 | 11 | 13 | 34 | 39 | 31 |
| 14.  | Messina           | 34 | 10 | 10 | 14 | 40 | 47 | 30 |
| 15.  | Sambenedettese    | 34 | 10 | 8  | 16 | 36 | 46 | 28 |
| 16.  | Taranto           | 34 | 10 | 7  | 17 | 30 | 48 | 27 |
| 17.  | Pro Patria        | 34 | 8  | 10 | 16 | 45 | 51 | 26 |
| 18.  | Legnano           | 34 | 3  | 9  | 22 | 31 | 87 | 15 |

Poznámky
- Z = Odehrané zápasy; V = Vítězství; R = Remízy; P = Prohry; VG = Vstřelené góly; OG = Obdržené góly; B = Body
- za výhru 2 body, za remízu 1 bod, za prohru 0 bodů.
- Kluby Alessandria a Brescia odehráli dodatečné utkání o postup, které skončilo 2:1 v prodloužení.

|  | Postup do Serie A |
|  | Sestup do Serie C |

### Střelecká listina
| Pořadí | Jméno                | Klub              | Branky |
| ------ | -------------------- | ----------------- | ------ |
| 1.     | Paolo Erba           | Parma             | 16     |
| 2.     | Franco Danova        | Pro Patria        | 15     |
| 2.     | Antonio Giammarinaro | Taranto           | 15     |
| 2.     | Giovanni Calegari    | Benátky           | 15     |
| 5.     | Aurelio Milani       | Simmenthal Monza  | 14     |
| 6.     | Giuseppe Marchetto   | Marzotto Valdagno | 12     |
| 7.     | Paolo Barison        | Benátky           | 11     |
| 7.     | Amedeo Gasparini     | Brescia           | 11     |
| 7.     | Angelo Buratti       | Sambenedettese    | 11     |
| 7.     | Egidio Morbello      | Alessandria       | 11     |
| 7.     | Sebastiano Buzzin    | Catania           | 11     |